# Lily Ross Taylor
Lily Ross Taylor (* 12. August 1886 in Auburn (Alabama); † 18. November 1969 in Bryn Mawr (Pennsylvania)) war eine US-amerikanische Altphilologin und Althistorikerin.

## Leben
Lily Ross Taylor studierte von 1902 bis 1906 Römische Geschichte an der Universität von Wisconsin. 1906 begann sie ein Graduiertenstudium am Bryn Mawr College/Pennsylvania, das sie 1909 und 1910 an der Rheinischen Friedrich-Wilhelms-Universität Bonn und an der American School of Classical Studies in Rom fortsetzte. Sie promovierte 1912 am Bryn Mawr College mit dem Thema The Cults of Ostia. Es folgten Lehrtätigkeiten am Vassar College und in Rom. Von 1927 bis 1952 hatte Lily Ross Taylor den Lehrstuhl für Latein am Bryn Mawr College inne. In den Jahren 1946 und 1947 war sie als erste Frau Sather Professor an der University of California. Seit 1945 war sie Mitglied der American Philosophical Society. 1951 wurde sie in die American Academy of Arts and Sciences gewählt. Nach ihrer Pensionierung bekam sie von 1952 bis 1955 eine Professur an der American School of Classical Studies in Rom. Seit 1963 war sie korrespondierendes Mitglied der British Academy und seit 1965 der Bayerischen Akademie der Wissenschaften.
Lily Ross Taylor starb 1969 im Alter von 83 Jahren an den Folgen eines Autounfalls.

## Schriften
Ihre Schriften umfassen über 70 Artikel und 6 Monographien.
- The Cults of Ostia. Bryn Mawr College Monograph Series, vol. 11. Bryn Mawr, PA 1912. (Diss. Bryn Mawr)
- Local Cults in Etruria. Papers and Monographs of the American Academy in Rome, vol. 2. Rome 1923.
- The Divinity of the Roman Emperor. Philological Monographs, vol. 1. Middletown, CT 1931.
- Party Politics in the Age of Caesar. Sather Classical Lectures, vol. 22. Los Angeles 1949.
- The Voting Districts of the Roman Republic: The Thirty-five Urban and Rural Tribes. Papers and Monographs of the American Academy in Rome, vol. 20. Rome 1960.
- Roman Voting Assemblies: From the Hannibalic War to the Dictatorship of Caesar. Jerome Lectures, vol. 8. Ann Arbor, Michigan 1966.

## Auszeichnungen
- Rompreis für Klassische Antike der American Academy in Rome
- 1962 – Goodwin Award of Merit der American Philological Association[4]